# チャロス・デ・ハリスコ (ソフトボール)
チャロス・デ・ハリスコ（西: Charros de Jalisco）は、メキシコのハリスコ州グアダラハラを拠点とする女子ソフトボールチーム。リーガ・メヒカーナ・デ・ソフトボル（LMS）所属。

## 概要
メキシコのプロ野球リーグ、リーガ・メヒカーナ・デ・ベイスボル（LMB）に所属するチャロス・デ・ハリスコのソフトボールチーム。2024年に創設された同国の女子ソフトボールリーグ、リーガ・メヒカーナ・デ・ソフトボル（LMS）に参加。
LMS初年度シーズンの2024年、スルタネス・フェメニルとのセリエ・デ・ラ・レイナを3勝1敗で制して初代リーグチャンピオンとなった。2シーズン目の2025年には、LMS初の日本人選手として元ソフトボール日本代表の江口未来子が入団した。

## タイトル
- リーガ・メヒカーナ・デ・ソフトボル
  - 優勝 1回：2024

## 歴代所属選手
内野手
- ユルビー・アリカルト（2024 - ）

外野手
- 江口未来子（2025 - ）